# Bahia Mahmud Awah
Bahia Mahmud Awah (en árabe,  باهية  محمود  حمادي  اواه ) (Auserd, Sahara español, 1960) es un escritor, antropólogo e investigador saharaui.

## Biografía
Nacido en el seno de una familia nómada en Tiris, cerca de Auserd, en Río de Oro y recibió el nombre de Bahia en honor a su tío, el poeta saharaui Bahia Uld Awah.
Realizó sus estudios entre el Sahara Occidental, entonces provincia española, y Argelia, para concluirlos entre La Habana y Madrid. En estas ciudades estudió Telecomunicaciones, Traductología y Antropología Social.  Trabajó en el departamento de emisiones en español de Radio Nacional Saharaui y desde 1999 vive en España. Participó en la formación del grupo de escritores saharauis Generación de la Amistad en julio de 2005.
Ha publicado varios libros de investigación El porvenir del español en el Sahara Occidental y Literatura del Sahara Occidental. Breve estudio. En 2007 publicó el poemario Versos refugiados y en 2011 vio la luz su libro La maestra que me enseñó en una tabla de madera (Editorial Sepha). En 2012 publicó el libro de memorias El sueño de volver (Editorial CantArabia). En 2015 fue editado su libro Cuentos saharauis de mi abuelo (Bubok), escrito junto con la escritora Conchi Moya. 
En 2016 se ha publicado su obra Tiris rutas literarias, extenso ensayo de investigación sobre la literatura de la región sur de Tiris, Sahara Occidental, sus poetas e ilustrados eruditos.
Es profesor honorario de la Universidad Autónoma de Madrid, donde participa en un proyecto de investigación sobre los poetas saharauis en hassanía y la memoria saharaui en la poesía.
Sus poemas y relatos forman parte de varias antologías de literatura saharaui en español: Aaiun, gritando lo que se siente (Universidad Autónoma De Madrid y Editorial Exilios, 2006); Um Draiga (Diputación de Zaragoza y Um Draiga, 2007); Treinta y uno, Thirty one (Ediciones Sombrerete, Sandblast, 2007); Don Quijote, el azri de la badia saharaui (Universidad de Alcalá de Henares, 2009); La fuente de Saguia (Diputación de Zaragoza y Um Draiga, 2009), Retratos saharauis (Victoria Gil, 2011), Los colores de la espera (Espacio Hudson, Argentina, 2011), La primavera saharaui (Bubok, 2012), Poetas saharauis. Generación de Amistad (Fundación Editorial El Perro y la Rana.Venezuela, 2013), Las voces del viento. Poesía saharaui contemporánea (Ministerio de Relaciones Exteriores de Uruguay, 2014) La Generación de la amistad: Poésie sahraouie contemporaine (L’atelier du tilde, 2016).
En 2001 fundó en Madrid el proyecto informativo cultural Poemario por un Sahara Libre.
Codirector, junto con Juan Ignacio Robles y Juan Carlos Gimeno de la película Legna, habla el verso saharaui, ganadora en 2014 del primer premio del XI Festival Internacional de cine del Sahara, FiSahara.
Ha llevado sus conferencias sobre la cultura, literatura e identidad saharaui a varias universidades de EE. UU. y Europa.

## Obra en solitario
- Versos refugiados (Universidad de Alcalá de Henares, 2007)
- Literatura del Sahara Occidental. Breve estudio (2008)
- El porvenir del español en el Sahara Occidental (2009)
- La maestra que me enseñó en una tabla de madera (Editorial Sepha, 2011)
- El sueño de volver (Editorial CantArabia, 2012)
- Tiris, rutas literarias (Editorial Última Línea, 2016)